# 莱姆拉德
莱姆拉德是德国石勒苏益格－荷尔斯泰因州的一个市镇。总面积11.40平方公里，总人口485人，其中男性234人，女性251人（2011年12月31日），人口密度43人/平方公里。